# Albert Édouard Puyplat
Albert Édouard Puyplat, né le 6 mai 1878 à Paris 6e et mort le 2 mai 1939 à Fontenay-aux-Roses, est un artiste peintre, graveur, et illustrateur français.

## Biographie
Fils du graveur Jules-Jacques Puyplat et de Marie Louis Furet, institutrice, dont c'est le premier enfant. Entré à l'École nationale supérieure des arts décoratifs, Albert Édouard Puyplat reçoit par ailleurs une formation de peintre classique auprès de Luc-Olivier Merson,.
Il participe au salon de la Société nationale des beaux-arts en 1898 avec un projet de panneau décoratif pour une salle de bains. Cette même année, le 28 novembre, il signe une pétition en soutien au colonel Picquart.
Dès 1901, il livre des vignettes à la revue L'Œuvre d'art international [sic], publiée par Francesco Zeppa et Marcel Clavié. En 1904, il collabore avec un groupe d'artistes à un important recueil de compositions ornementales de style Art nouveau destiné aux arts décoratifs.  
Il expose ensuite au Salon des artistes français en 1908, montrant une eau-forte, intitulée La Forge. Puis, il est de nouveau au Salon en 1912 avec un portrait de femme peint. C'est à cette même époque, qu'il commence à travailler pour Les Heures littéraires illustrées, revue publiée par les éditions Hatier ainsi que pour les éditions Armand Colin, illustrant des publications destinés à la jeunesse : plus tard, la série « La Bique » écrite par Numa Magnin y connaît chez ces dernières un vif succès. En 1912, il commence comme illustrateur pour Les Annales.
Il épouse à Paris 17e, le 17 mai 1913, Suzanne Ruffin,, qui est la fille de l'industriel Jean Albert Ruffin (1859-1931), fabricant de bicyclettes et de voiturettes ; son fils Louis est le fondateur des Cycles Austral, entreprise qui va connaître une certaine notoriété dans les années 1920. C'est d'ailleurs à cette époque que Puyplat produit pour la marque Austral une affiche lithographiée, la seule connue de cet artiste.
Comme beaucoup d'hommes de sa génération, il est mobilisé durant la Première Guerre mondiale. Dans les années 1920, Puyplat se lance dans une intense activité d'illustrateur d'ouvrages. Tout en poursuivant ses collaborations avec les éditeurs jeunesse, il produit aussi bien des images destinées à des ouvrages de bibliophilie, qu'à des fascicules de littérature populaire, dont les collections des éditions Tallandier pour lesquelles il fournit des vignettes au trait. Puyplat est également un graphiste reconnu pour ses couvertures, ses eaux-fortes et ses dessins érotiques.
On connaît de lui quelques dessins de presse humoristiques pour l’Almanach national (1925) et Paris-Noël.
Côté peinture, il produit de nombreux paysages inspirés de la Bretagne et de Fontenay-aux-Roses, ville où il possédait une maison-atelier, située au 5, ruelle des Champarts : c'est là qu'il meurt, peu avant ses 61 ans, le 2 mai 1939.

## Galerie

Quelques images d'Albert Puyplat
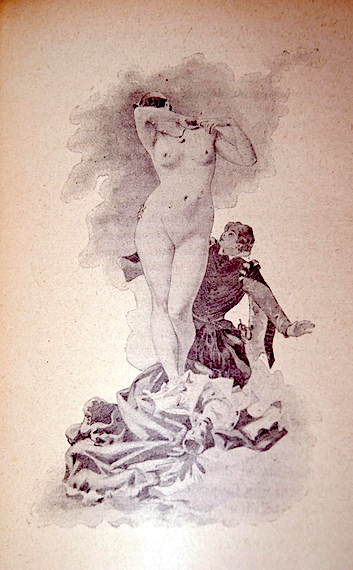
Illustration pour Saint Cendre (1902)
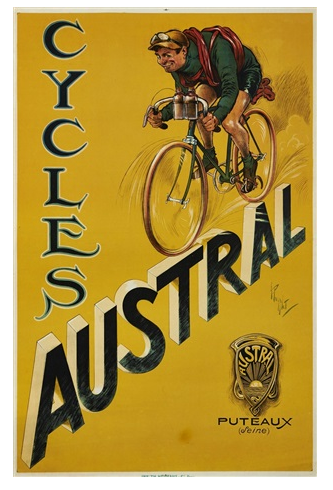
Affiche lithographiée pour Cycles Austral (c. 1923)
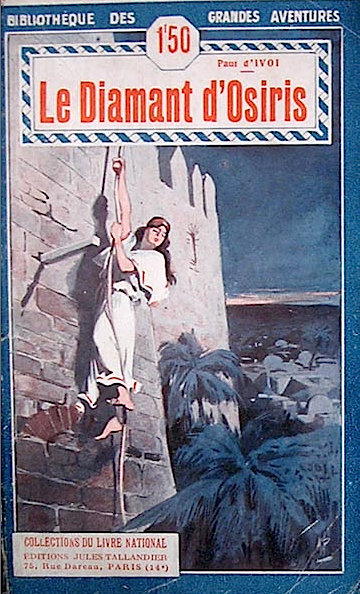
Couverture pour Le diamant d'Osiris (1924) de Paul d'Ivoi
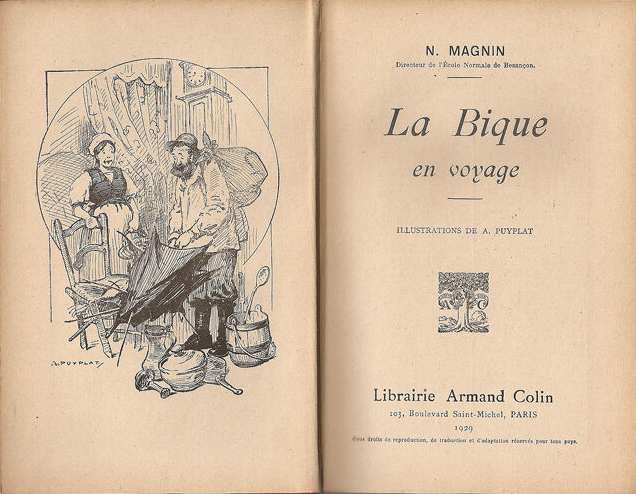
Frontispice pour La Bique en voyage (1929)
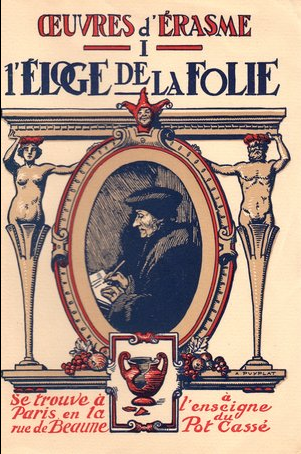
Couverture pour L'Éloge de la folie (1933)
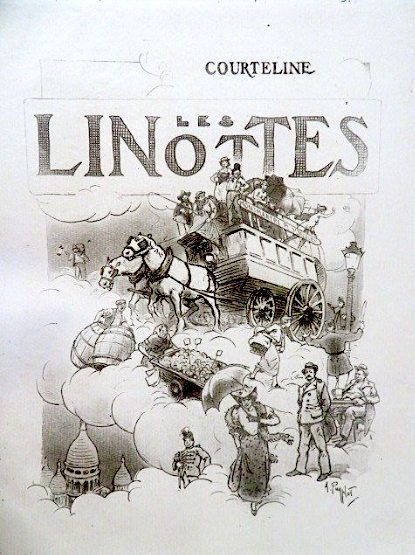
Couverture de Les linottes (1937), aquatinte

## Ouvrages illustrés
- Francesco Zeppa, Les Âmes inquiètes : drame en 3 actes, trad. de l'italien, ill. avec Edward Frederick Ertz, Paris, Éditions de l'Œuvre d'art international, 1901.
- Jean Lorédan, Humbles Drames, préface de Jean Aicard, collectif d'illustrateurs, Paris, Dujarric, 1902.
- Maurice Maindron, Saint-Cendre, Paris, Fasquelle, 1902.
- Compositions ornementales pour le cuir et la pyrogravure[11], avec entre autres Gustave Fraipont, Maurice Pillard Verneuil, Adolphe Giraldon, Henry de Waroquier, Paris, Henri Laurens, 1904.
- Numa Magnin, Histoire de La Bique, coll. « Bibliothèque du petit Français », Paris, éditions Armand Colin, 1922.
- Curnonsky et Marcel Rouff, La France gastronomique : Guide des merveilles culinaires et des bonnes  auberges françaises. Volume 3 : La Provence, F. Rouff, 1923.
- Ouvrages des collections « Le Livre national »[12], Paris, Tallandier, 1924-1928.
- Numa Magnin, La Bique en apprentissage, coll. « Bibliothèque du petit Français », Paris, éditions Armand Colin, 1925.
- Émile Solari, Le Potier de Provence,  coll. « Bibliothèque du petit Français », Paris, éditions Armand Colin, 1925.
- Guy de Maupassant, Le Rosier de madame Husson, ill. d'après ses aquarelles, Paris, René Kieffer, 1925.
- Ouvrages de la collection « Voyages lointains et aventures étranges », Paris, Tallandier, 1927-1928.
- Ouvrages de la collection « Les romans de la jeunesse », Paris, Boivin, 1927-1936.
- Armand Yon, Au diable vert. Roman canadien, coll. « Des fleurs et des fruits », Paris, SPES, 1928.
- Numa Magnin, La Bique en voyage, coll. « Bibliothèque du petit Français », Paris, éditions Armand Colin, 1929.
- Camuset, Les sonnets du docteur, 47 eaux-fortes érotico-humoritisques, Paris, Société des Médecins bibliophiles, 1929.
- Maurice Lelong, Les bons anges, coll. « L'Année en fêtes pour nos enfants », Paris, Desclée de Brouwer et Cie, 1933.
- Georges Viance, Annonciation, coll. « L'Année en fêtes pour nos enfants », Paris, Desclée de Brouwer et Cie, 1935.
- Œuvres d'Erasme, 5 volumes, Paris, À l'enseigne du pot cassé, 1933.
- Ulrich von Hutten, Épitres des hommes obscurs, 2 vol., À l'enseigne du pot cassé, 1933.
- Georges Courteline, Les linottes, aquatintes érotiques, Paris, Les Bibliophiles de Montmartre, 1937.